# Grand Slam Cup 1991
La Grand Slam Cup 1991 è stato un torneo di tennis giocato sul sintetico indoor. È stata la 2ª edizione del torneo maschile che fa parte dell'ATP Tour 1991. Si è giocato all'Olympiahalle di Monaco di Baviera in Germania dal 10 al 15 dicembre 1991.

## Campioni

### Singolare maschile
David Wheaton ha battuto in finale  Michael Chang con il punteggio di 7–5, 6–2, 6–4